# Limetz-Villez
Limetz-Villez, située au confluent de la Seine et de l'Epte, est une commune du département français des Yvelines, dans la région Île-de-France. Le peintre Claude Monet (1840-1926), qui habitait le village limitrophe de Giverny (Eure), y réalisa de nombreuses toiles, dont la fameuse série des Peupliers.
Ses habitants sont appelés Carcaïens.

## Géographie

### Situation

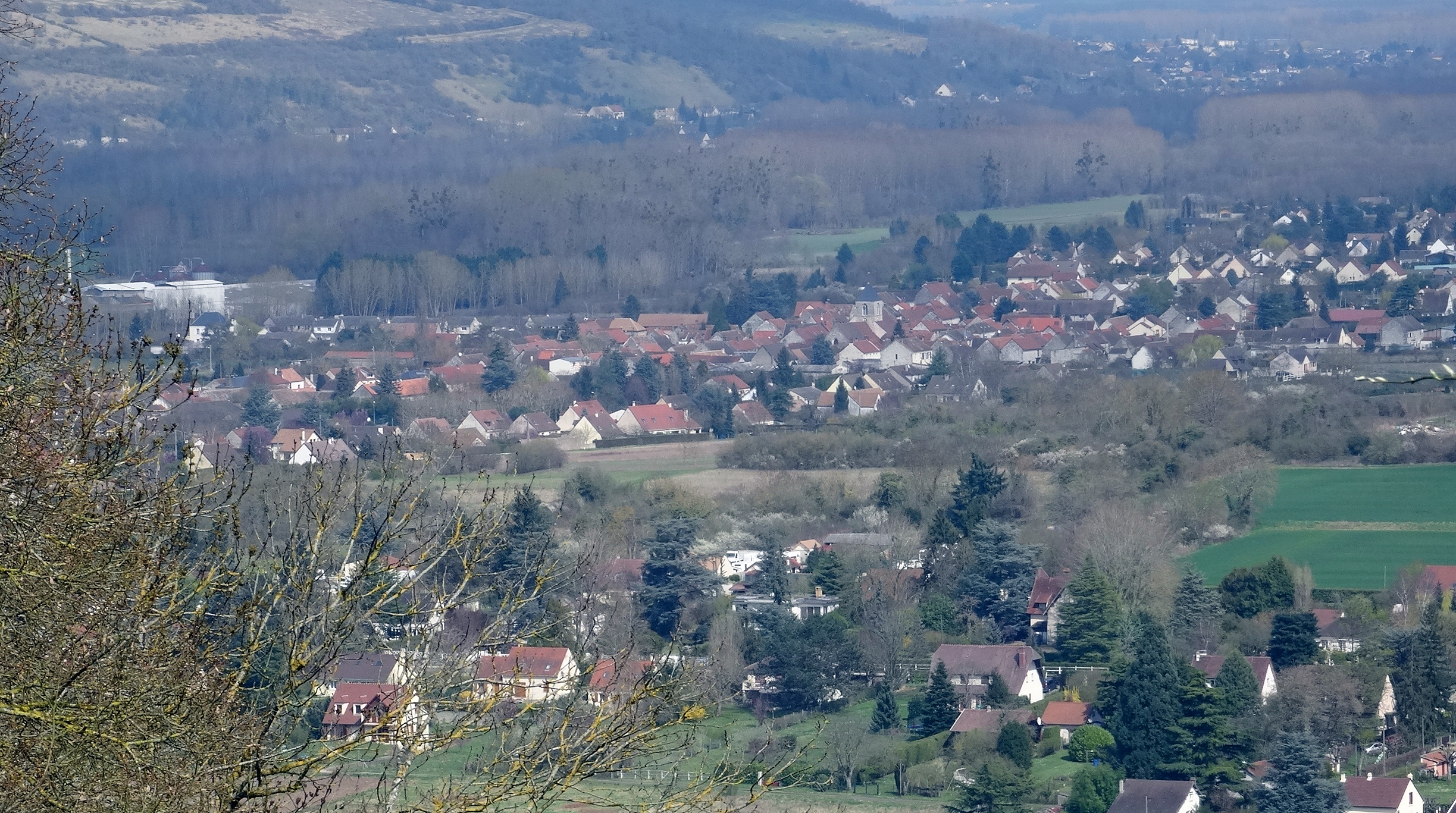
Vue générale, depuis Notre-Dame-de-la-Mer.
Localisation dans les Yvelines.

Limetz-Villez est une commune riveraine de la Seine située sur la rive droite du fleuve, dans l'extrême nord-ouest des Yvelines, à la limite du département de l'Eure, à l'ouest de Bonnières-sur-Seine et à 18 km environ au nord-ouest de Mantes-la-Jolie, sous-préfecture.
C'est une commune rurale située au confluent de la Seine et de l'Epte, dans la basse plaine alluviale de la Seine.

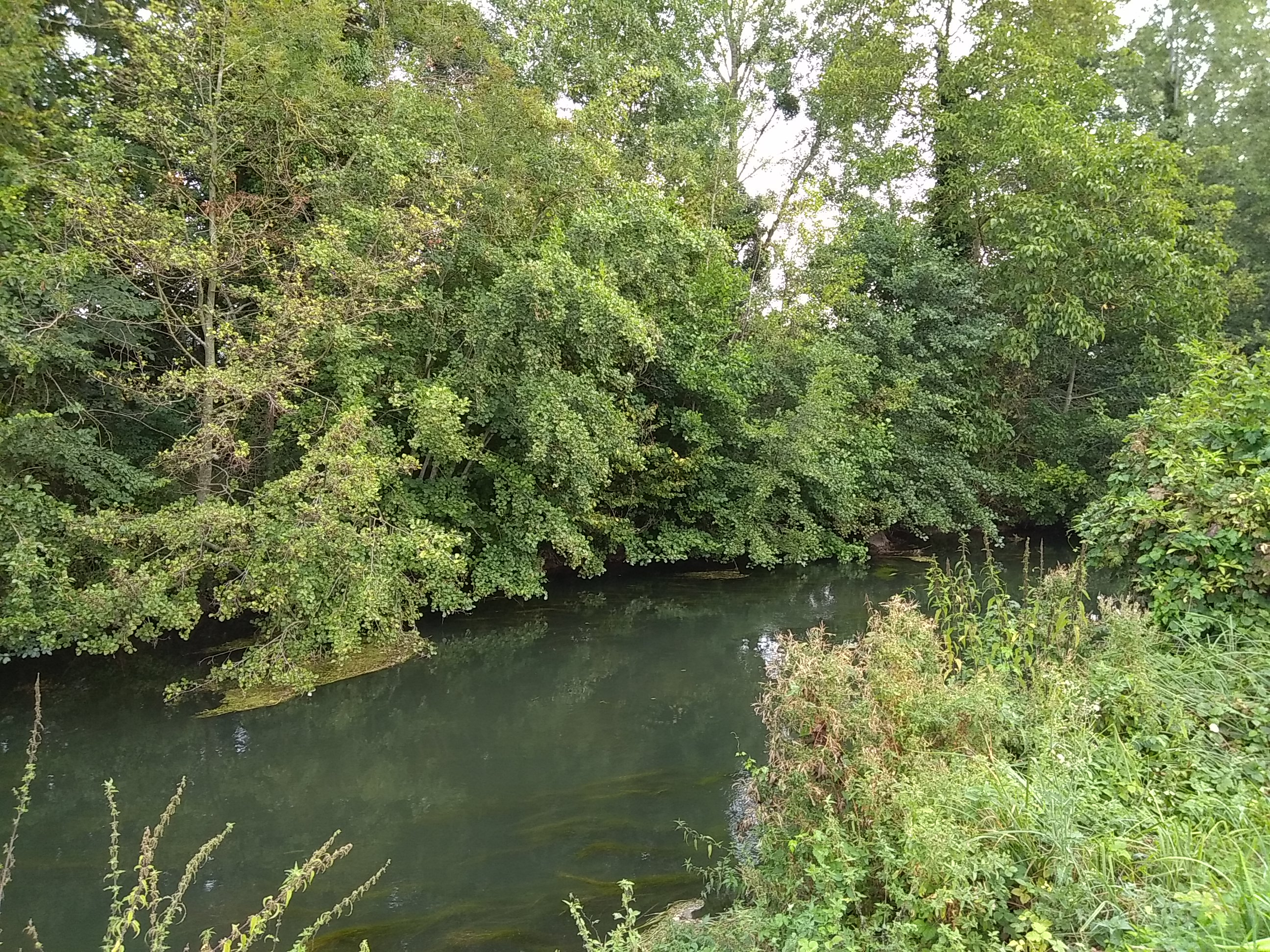
L'Epte à Villez.

Le petit bras de l'Epte, bras secondaire qui prend naissance 1km en amont, passe à travers Limetz-Villez avant de se jeter dans la Seine. Ses berges sont bordées de haies et de rangées d'arbres dont Claude Monet s'inspira pour sa série des Peupliers. Ce cours de la rivière est aussi représenté sur de nombreuses photographies du début du Siècle.
"Le Ru", bras principal de l'Epte, ne fait quant à lui que longer la commune de Limetz-Villez, la séparant de Giverny (Eure). Située au pieds des collines et suivant le chemin de l'ancienne voie ferrée Gisors-Pacy-sur-Eure, c'est cette partie de l'Epte qui coule dans les jardins de Claude Monet et forme notamment le bassin aux Nymphéas.

### Communes limitrophes
| Vernon Eure          | Giverny Eure  | Sainte-Geneviève-lès-Gasny Eure |
| Port-Villez          | Limetz-Villez | Gommecourt                      |
| Notre-Dame-de-la-Mer |               | Bennecourt Bonnières            |

La commune est séparée de Notre-Dame-de-la-Mer par la Seine à l'ouest. L'île de la Flotte, partagée administrativement entre Jeufosse et Bennecourt se trouve en partie entre Limetz-Villez et Jeufosse.

### Voies de communication et transports
Située à l'écart des grands axes, la commune de Limetz-Villez est reliée aux communes voisines par des routes départementales et communales. La route départementale D 201 relie Bonnières-sur-Seine à Giverny et la D 200 relie Limetz-Villez à la commune voisine de Gommecourt, ces deux routes se croisant dans le centre de Limetz-Villez.

### Climat
Pour des articles plus généraux, voir Climat de l'Île-de-France et Climat des Yvelines.
En 2010, le climat de la commune est de type climat océanique dégradé des plaines du Centre et du Nord, selon une étude du CNRS s'appuyant sur une série de données couvrant la période 1971-2000. En 2020, Météo-France publie une typologie des climats de la France métropolitaine dans laquelle la commune est exposée à un climat océanique et est dans la région climatique Sud-ouest du bassin Parisien, caractérisée par une faible pluviométrie, notamment au printemps (120 à 150 mm) et un hiver froid (3,5 °C).
Pour la période 1971-2000, la température annuelle moyenne est de 11 °C, avec une amplitude thermique annuelle de 14,3 °C. Le cumul annuel moyen de précipitations est de 692 mm, avec 11,5 jours de précipitations en janvier et 7,7 jours en juillet. Pour la période 1991-2020, la température moyenne annuelle observée sur la station météorologique la plus proche, située sur la commune de Magnanville à 14 km à vol d'oiseau, est de 11,6 °C et le cumul annuel moyen de précipitations est de 641,5 mm,. Pour l'avenir, les paramètres climatiques de la commune estimés pour 2050 selon différents scénarios d'émission de gaz à effet de serre sont consultables sur un site dédié publié par Météo-France en novembre 2022.

## Histoire
Les premières traces d'activité humaine remontent à la préhistoire (site néolithique).
Pendant la période romaine, Limetz faisait figure de frontière entre deux provinces. Son toponyme provient d'ailleurs du mot latin limes, qui signifie "limite".
Une villa gallo-romaine du Ier siècle ap. J.-C. a été découverte au début des années 1980 puis explorée pendant une dizaine d'années environ. Le site d'une grande importance archéologique fut « rebouché » par manque de moyens.

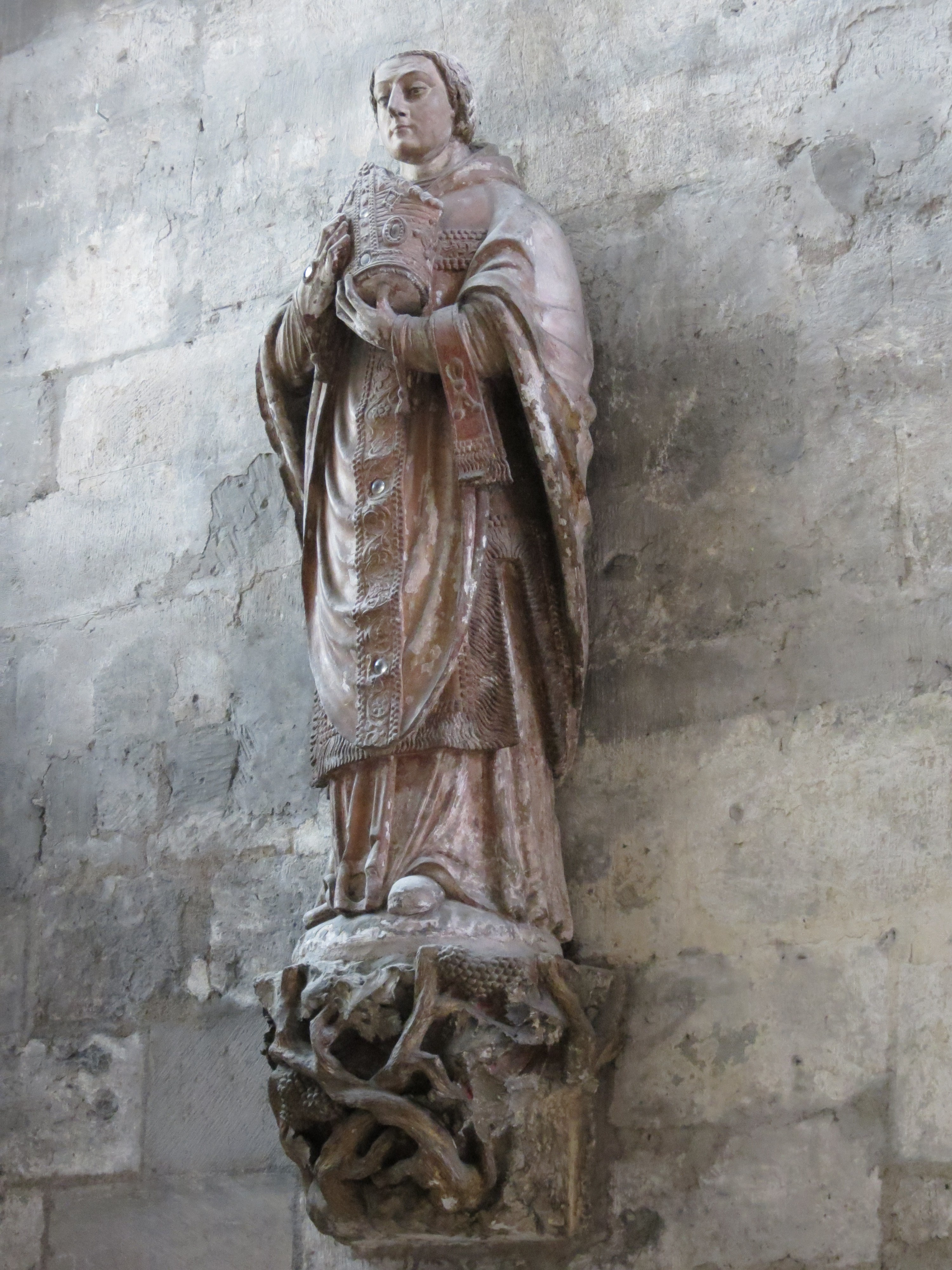
Satue de Saint Nicaise, évangélisateur du Vexin, qui fut supplicié sur les berges de l'Epte au IIIe s.

Au IIIe siècle, la contrée fut chrisitanisée par Saint Nicaise, apôtre du Vexin, auquel on attribue plusieurs miracles et qui séjourna une année à Mousseaux. Celui-ci évangélisa toute une partie de la vallée de la Seine ainsi que l'actuel Val-d'Oise : Conflans, Andrésy, Triel, Vaux, Meulan, Mantes, la Roche-Guyon, Rolleboise...
Arrivés aux alentours de Limetz, Saint Nicaise et ses compagnons furent lapidés par les habitants des berges de l'Epte. Fêté le 11 octobre, il serait enterré à Gasny. C'est de ce martyr que les habitants de Limetz-Villez tirent leur nom de Carcaïens, lanceurs de pierre.
Au IXe siècle, les habitants eurent beaucoup à souffrir des incursions des pirates vikings commandés par Brinon. Celui-ci établit un camp sur l'Île de la Flotte, située face aux villages de Villez et de Jeufosse, où ses hommes passaient l'hiver avant de reprendre leurs raids en direction de Paris. Par la suite, le Suédois Wieseland, tandis qu'il remontait la Seine pour partager le butin avec les Normands, traita avec le roi Charles le Chauve et, moyennant finances, mit en déroute Brinon au hameau de Villez.
Seigneurie de La Roche-Guyon du XIIe siècle à la Révolution.
Limetz-Villez fut érigée en commune indépendante en 1790.
A la fin du XIXe siècle, le peintre Claude Monet (1840-1926), qui habitait le village limitrophe de Giverny (Eure), y réalisa de nombreuses toiles, dont la fameuse série des Peupliers.

## Culture locale et patrimoine

Limetz-Villez par Claude Monet
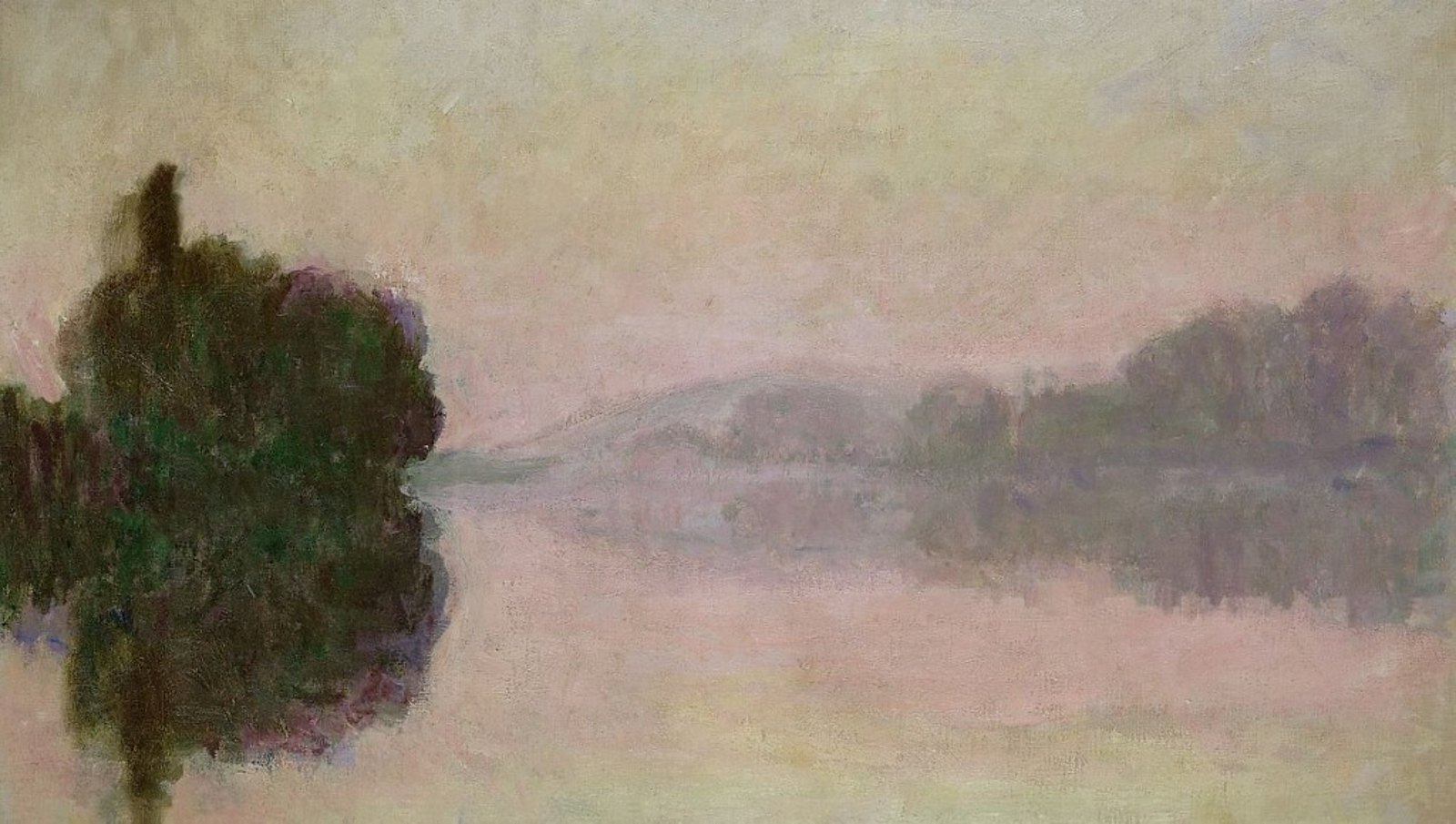
La Seine à Port-Villez, effet du soir - 1894. A cet endroit, le fleuve sépare les berges de Villez (à droite) du coteau de Port-Villez (à gauche).
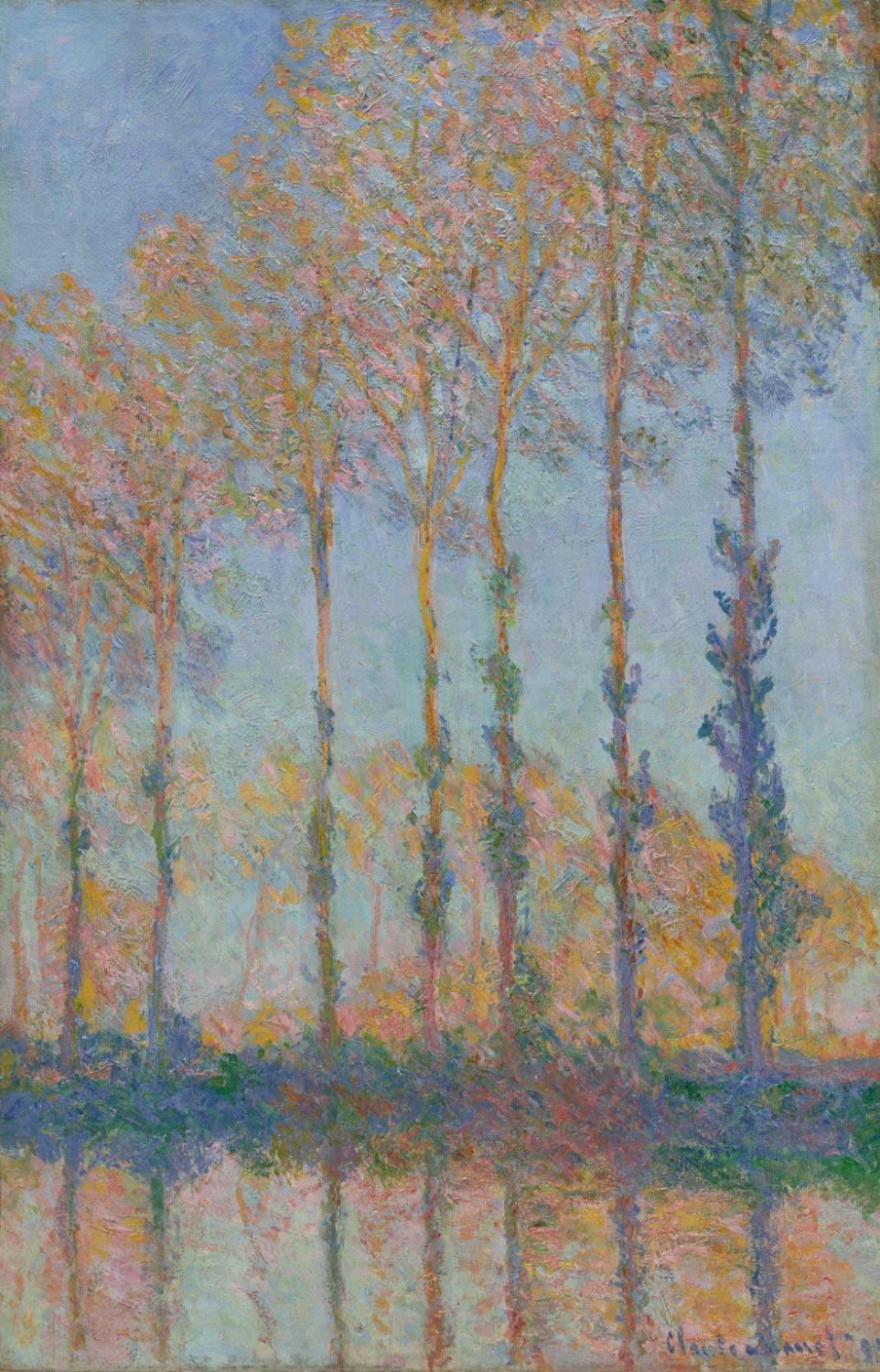
Les peupliers, fin d'automne - 1891. Cette rangée d'arbres est toujours visible le long de l'Epte.
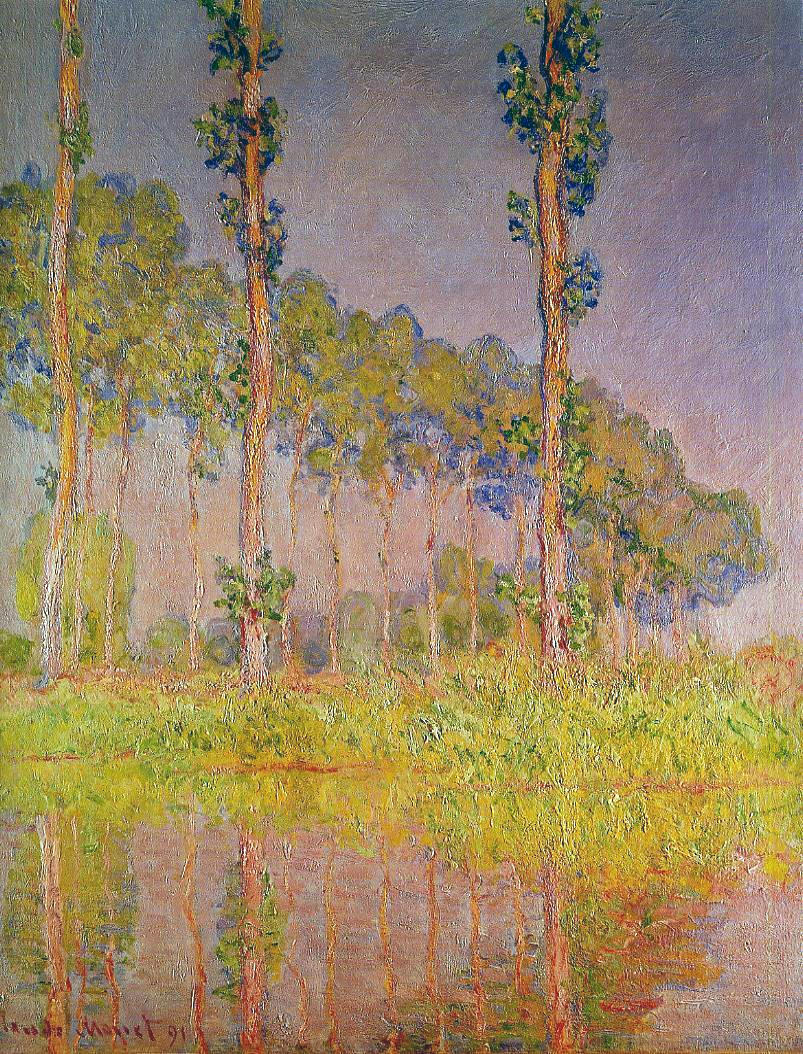
Les Trois arbres, printemps - 1891.
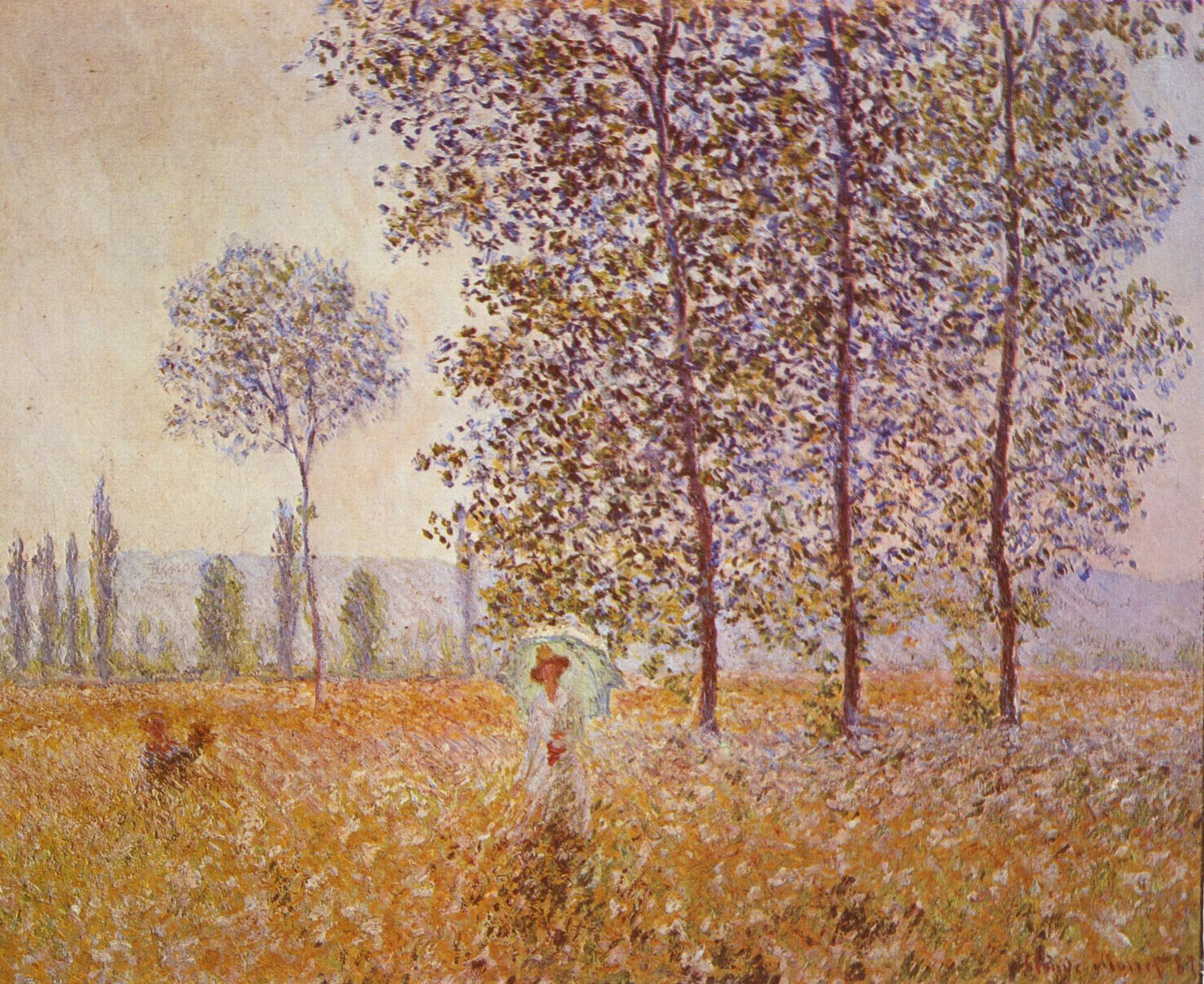
Sous les Peupliers, effet de soleil - 1887
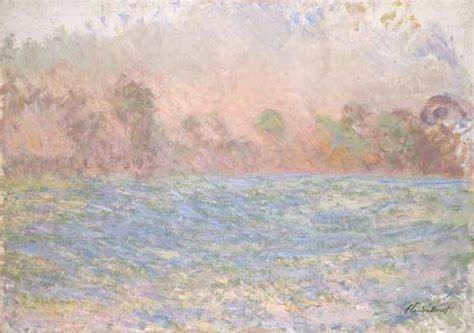
La prairie de Limetz, près de Giverny - 1888
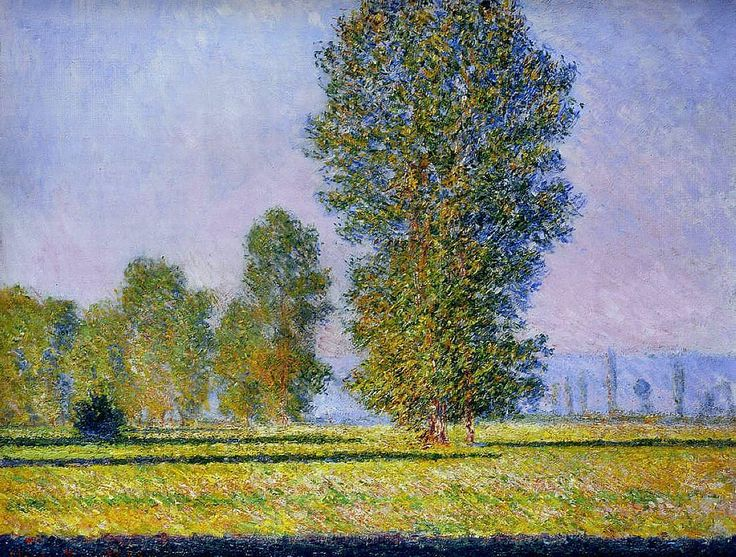
Prairie à Limetz - 1888
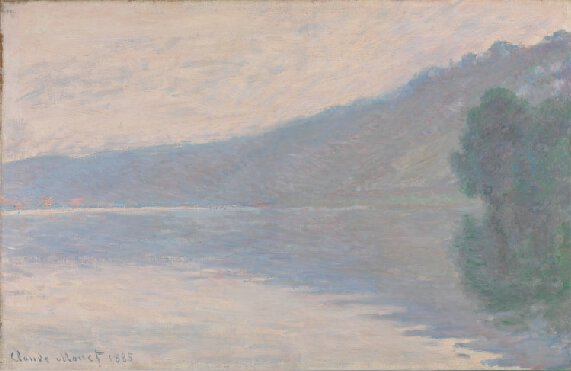
La Seine à Port-Villez - 1885. La toile est peinte depuis la rive de Villez, face au coteau.
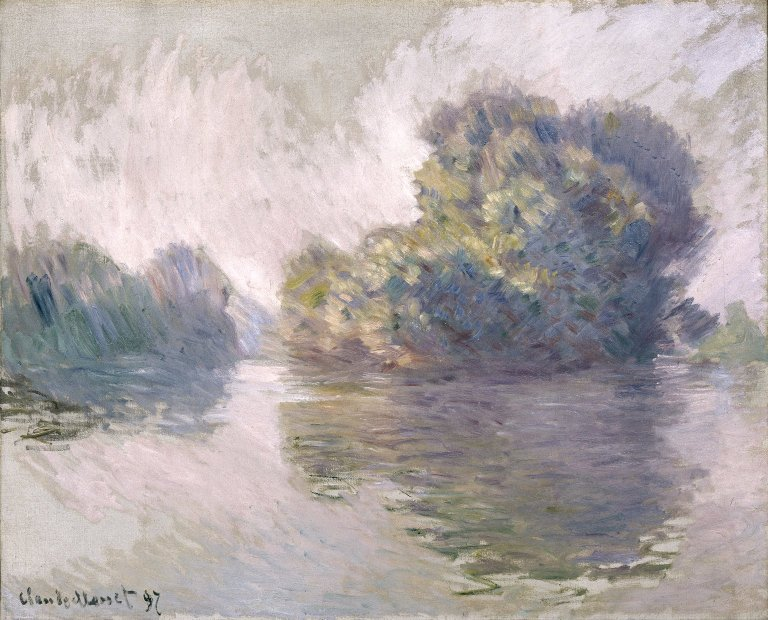
Les îlots de Port-Villez - 1897.

Limetz-Villez en photographies
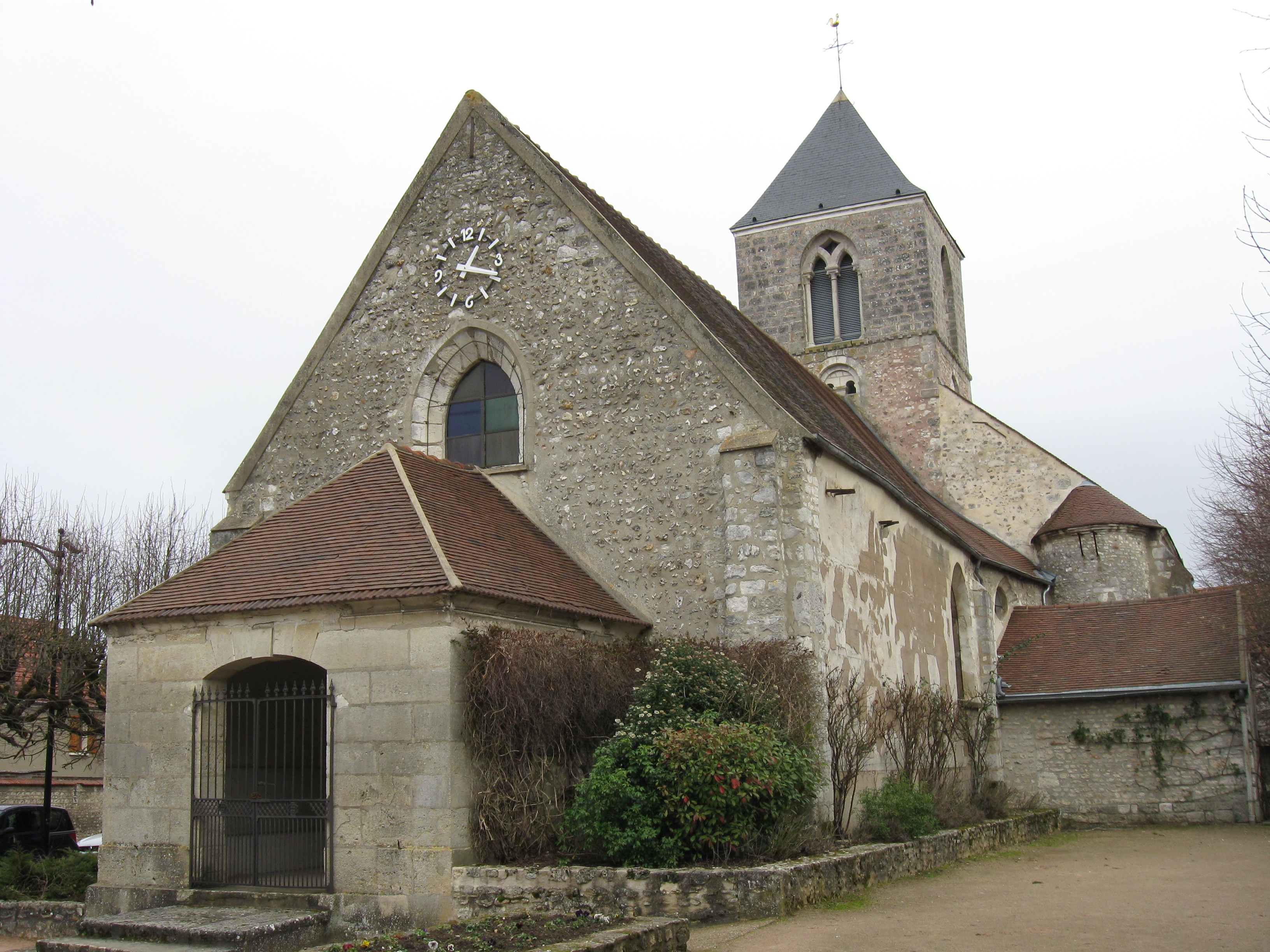
L'Église Saint-Sulpice - XIIe-XVIIe s.
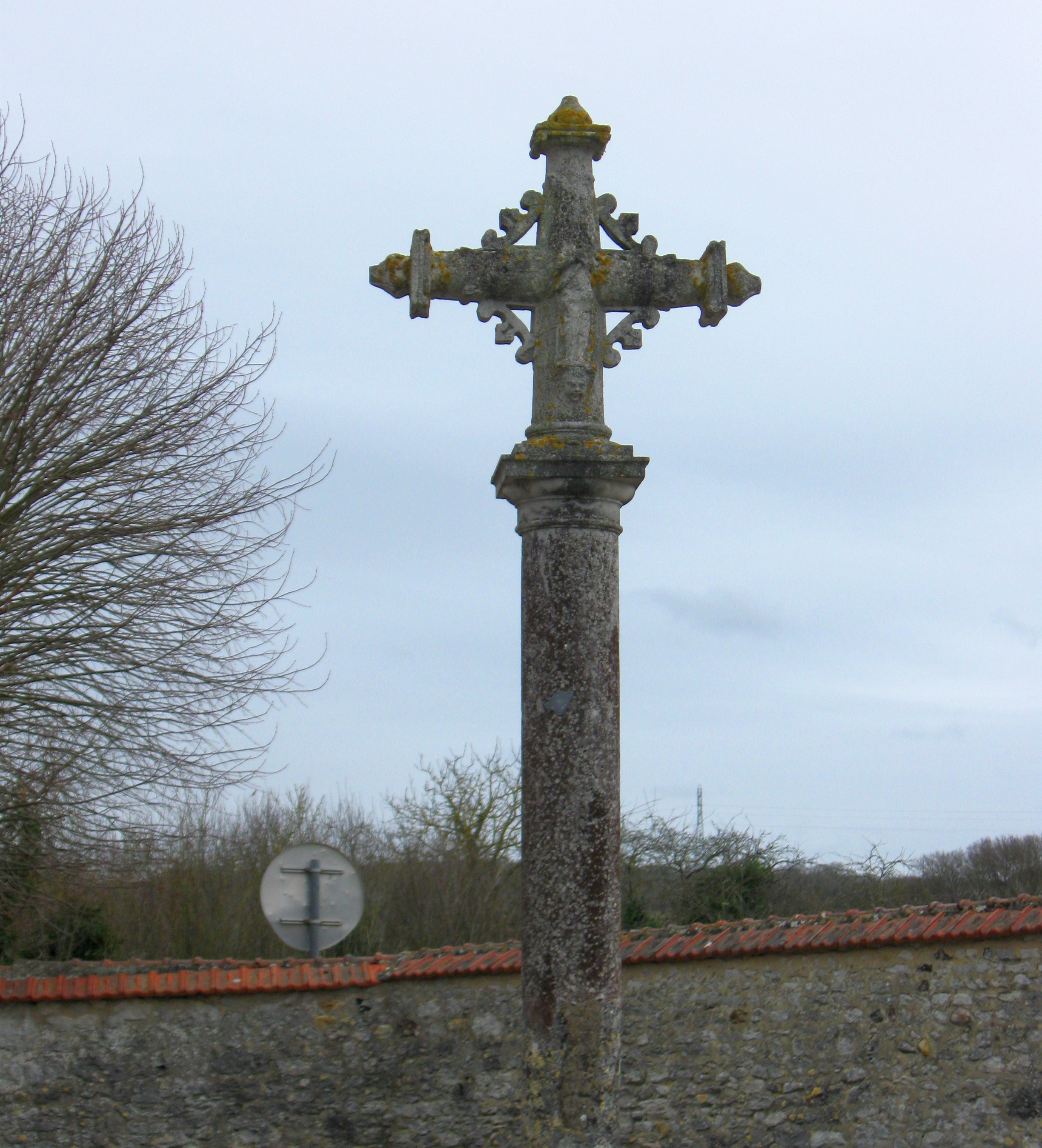
Croix de cimetière - XVIe s.
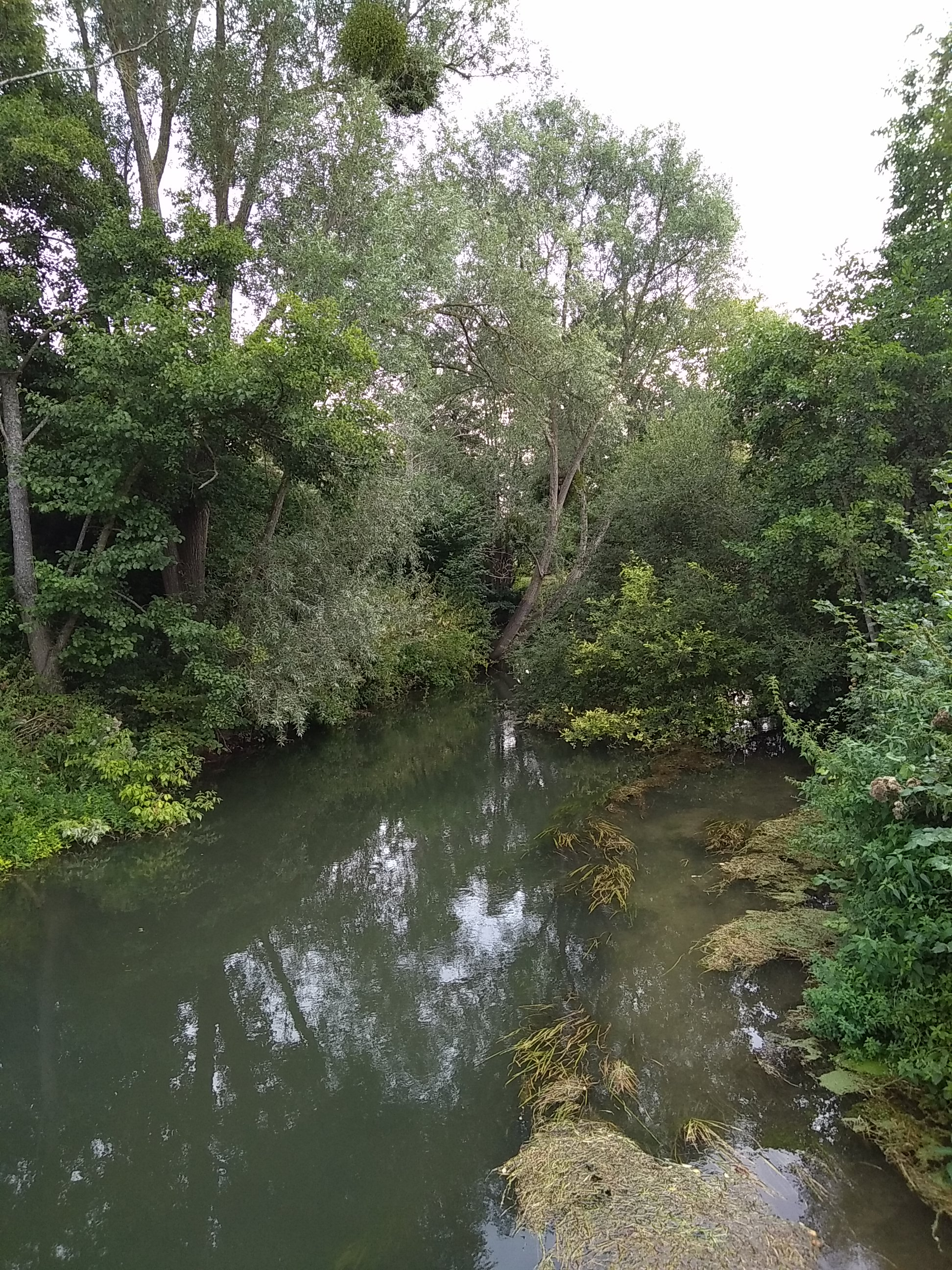
Le bras de l'Epte à Villez, près du vieux lavoir.
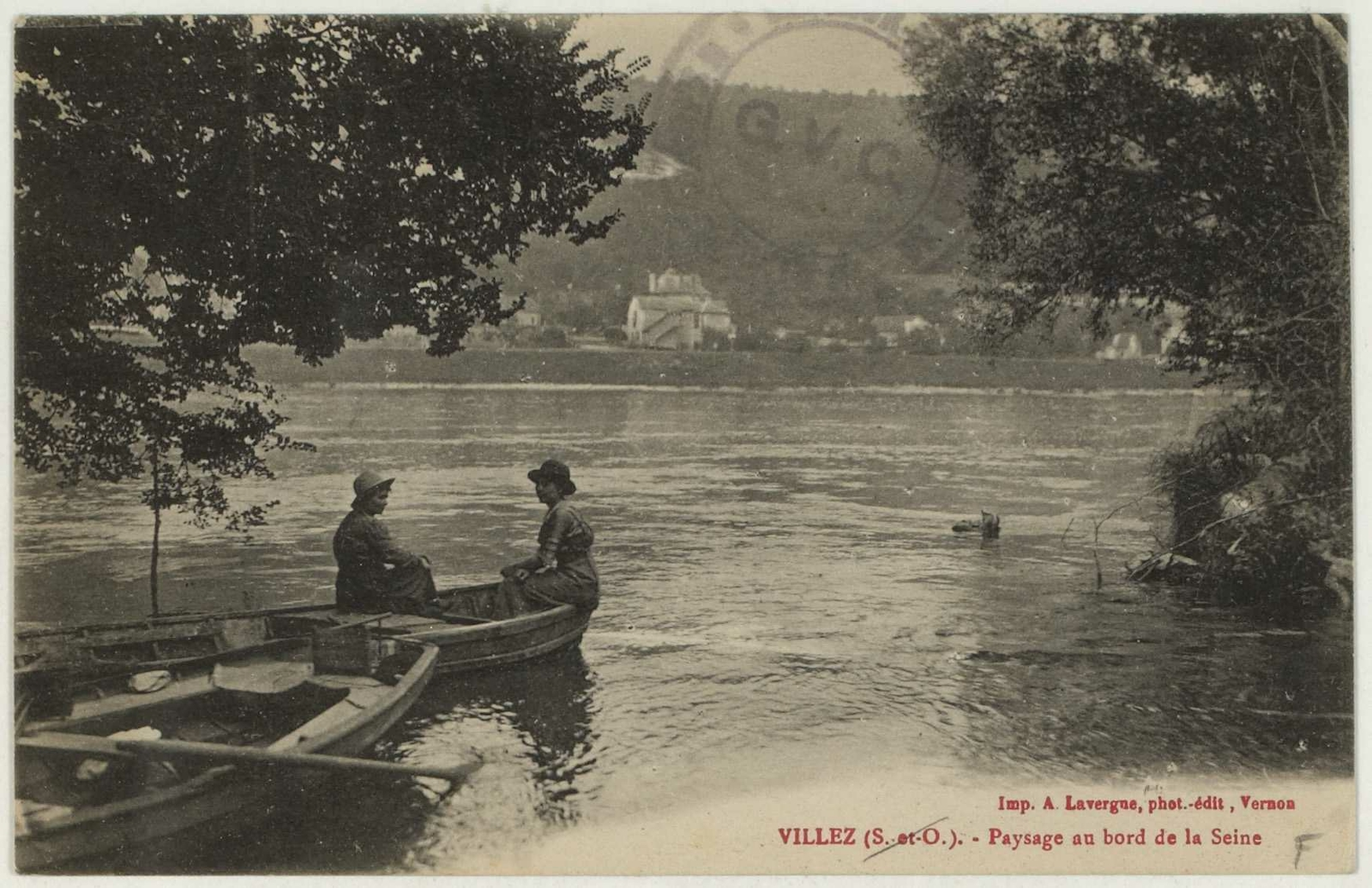
Le bord de Seine , en 1900
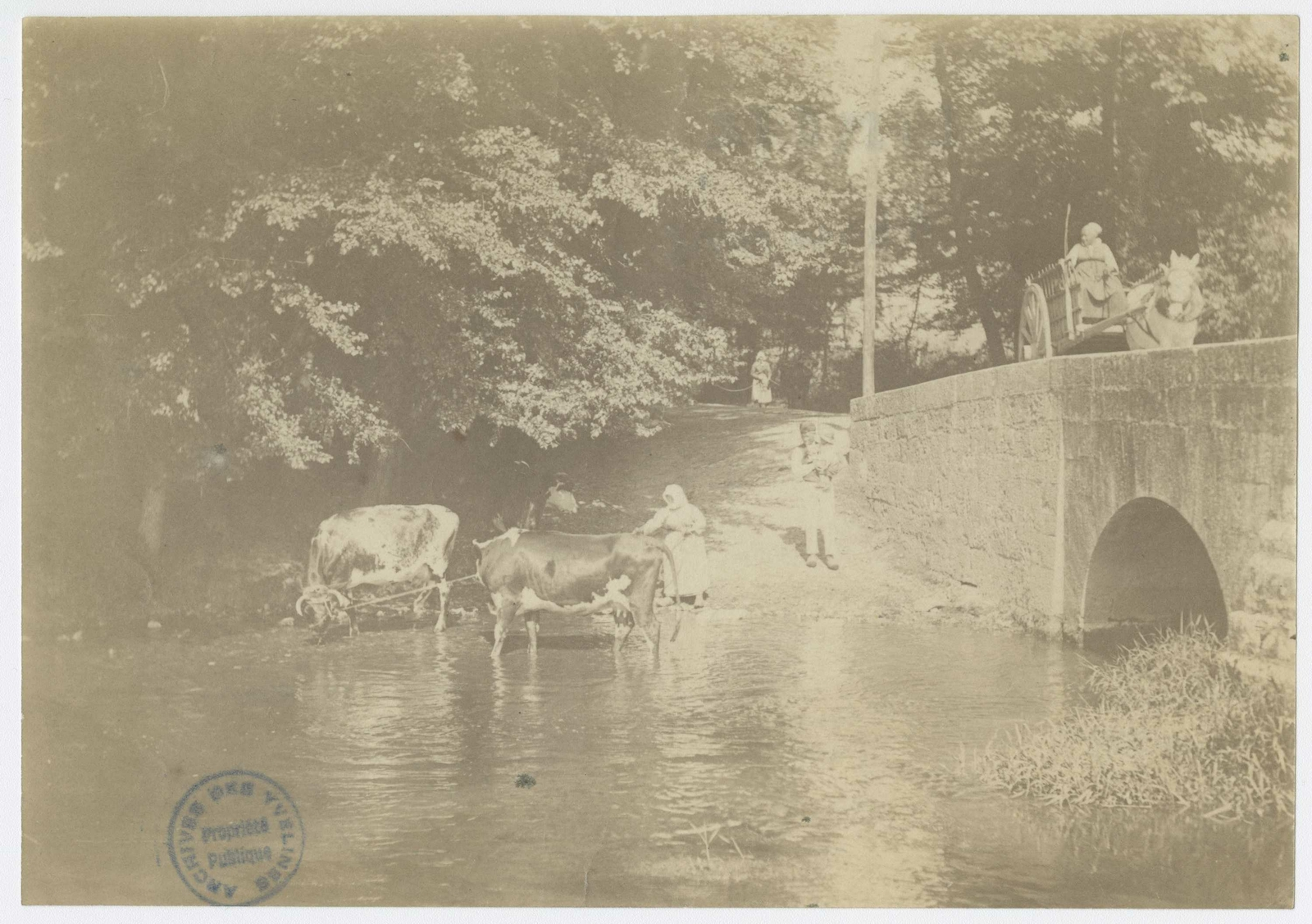
Fermière conduisant les vaches à l'Epte - septembre 1889
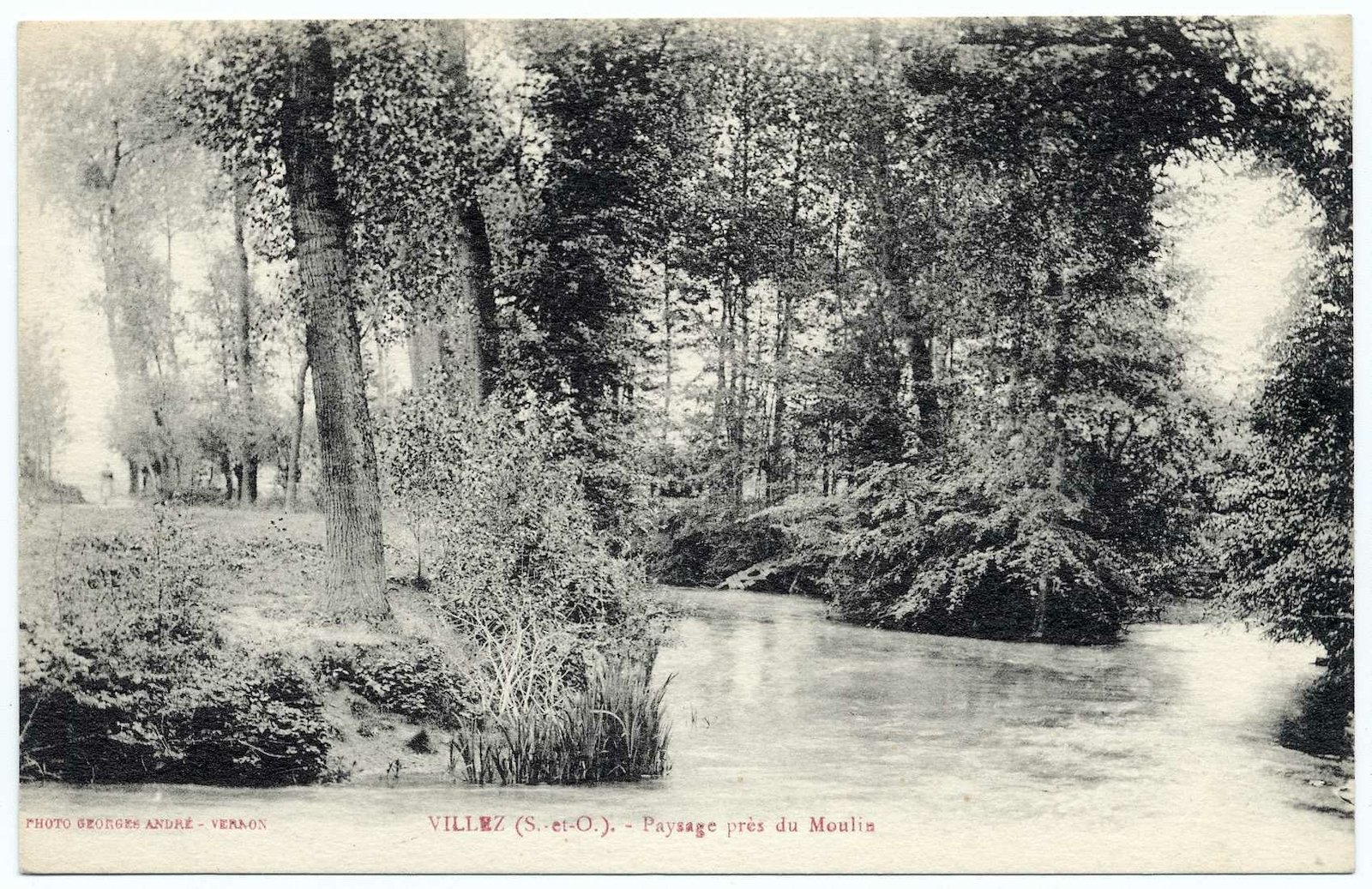
L'Epte en 1900
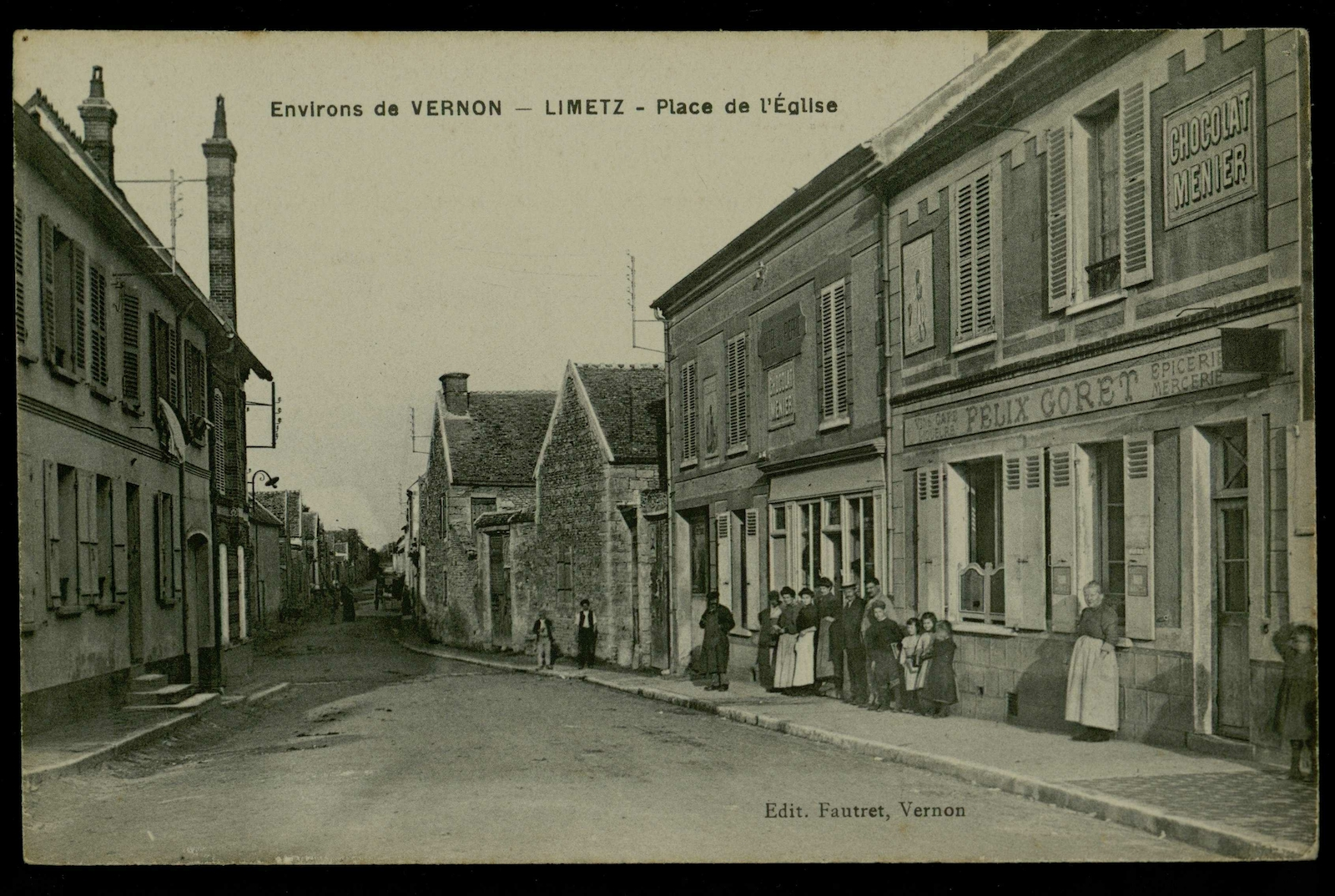
La Place de l'Eglise (Limetz).
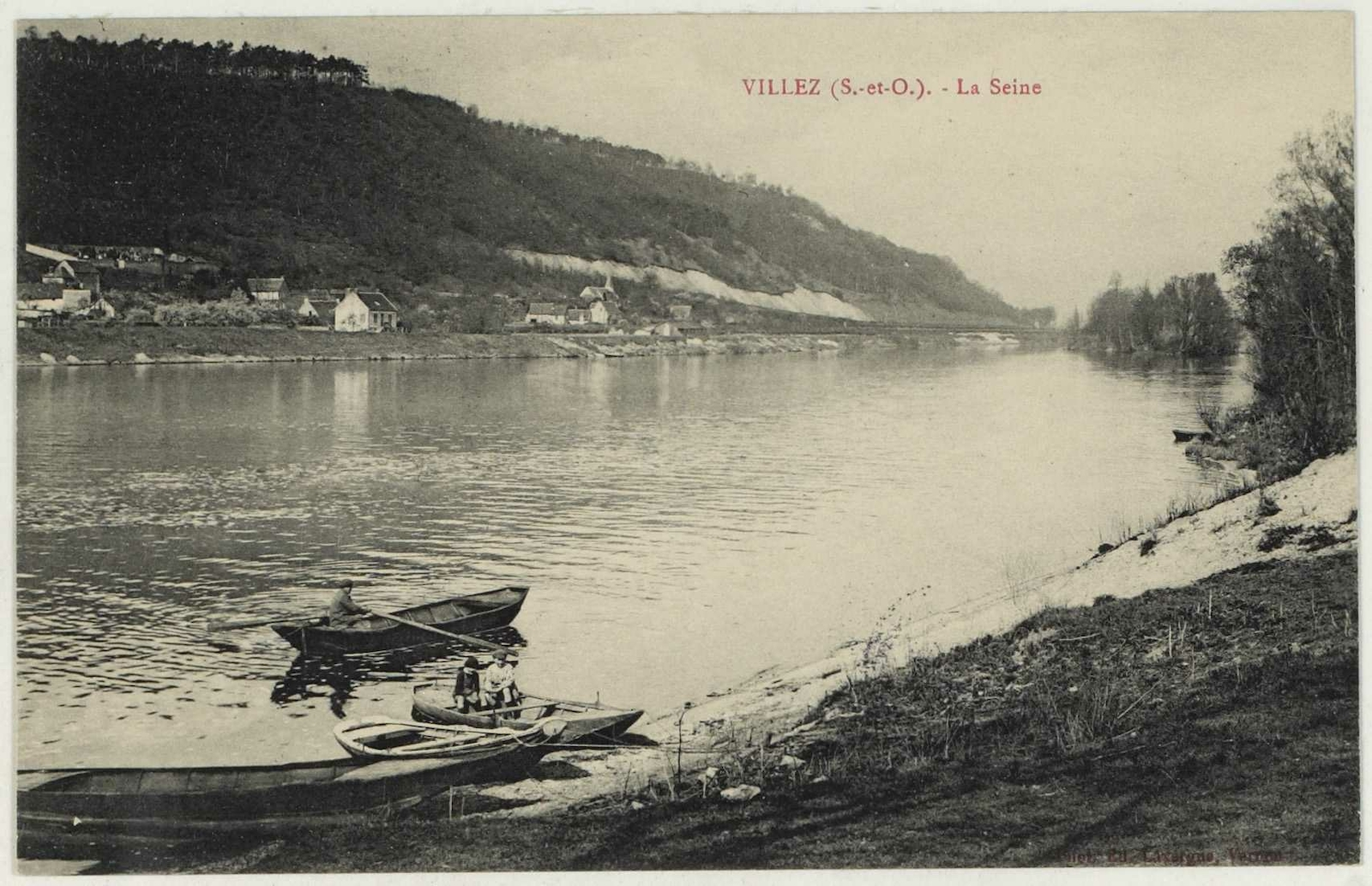
Les berges en 1910
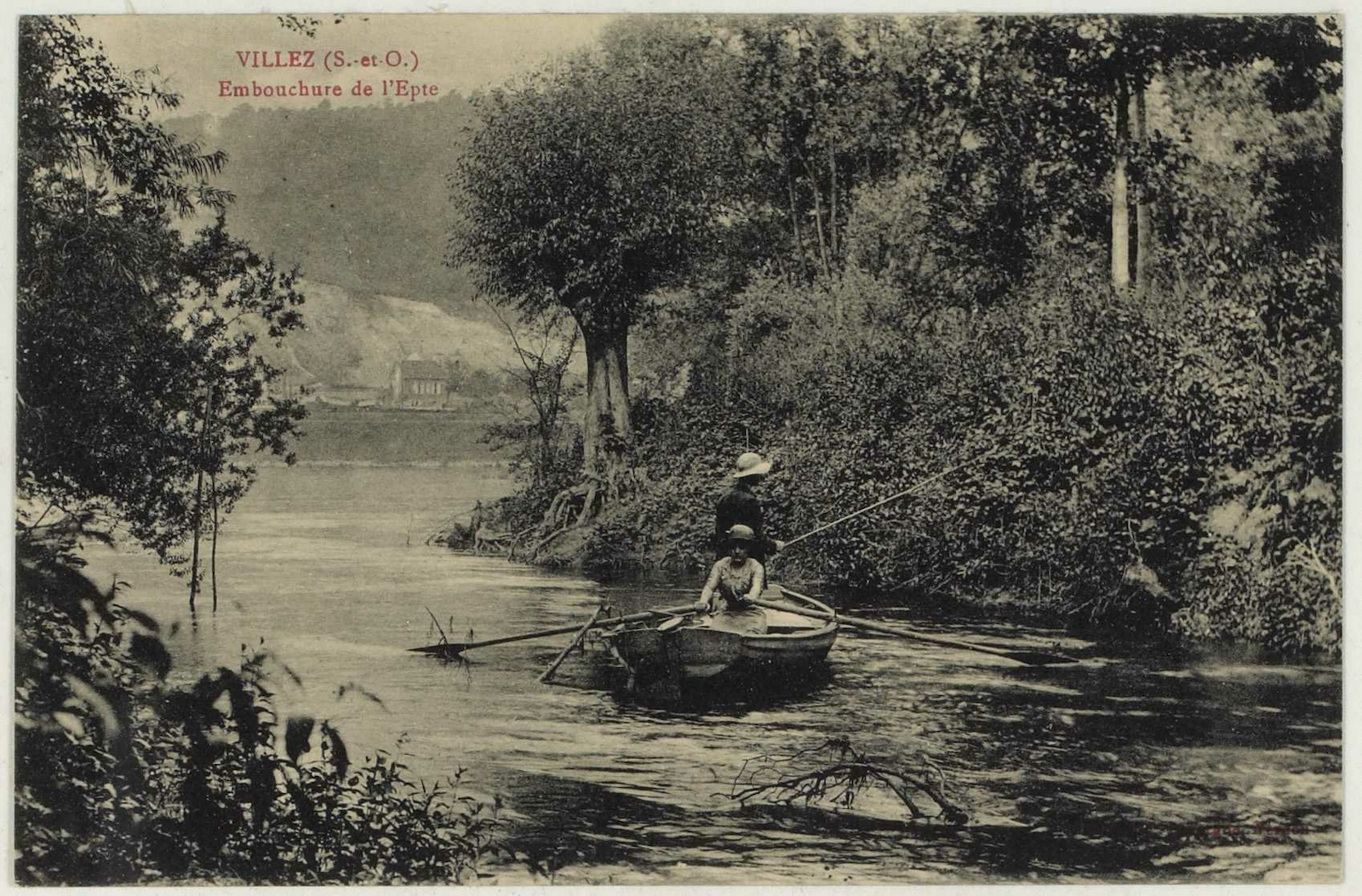
L'embouchure de l'Epte en 1900

### Lieux et monuments
- L'église Saint-Sulpice : église du XIIe siècle, remaniée au XVIe fait l’objet d’une inscription au titre des monuments historiques en 1927[7],[8].
- Le lavoir de Limetz-Villez est situé sur le petit bras de l'Epte et il possède toujours son mécanisme qui servait à l’époque à monter ou descendre le plancher en fonction du niveau de l’eau.
- Maison du peintre Gabriel Girodon.
- Croix de cimetière classée en 1966[9].

### Personnalités liées à la commune
- Un prédicateur ordinaire du roi Louis XIV est décédé dans la commune, ses entrailles sont enterrées dans l'église.
- Claude Monet (1840-1926), peintre impressionniste, y a séjourné.
- Gabriel Girodon (1884-1941), peintre grand prix de Rome en 1912, a résidé dans la commune. Il a fait don d'une piéta (peinture sur toile) à l'église du village.
- Patrick et Isabelle Balkany possèdent une propriété de 4 ha à cheval sur Giverny et Limetz-Villez.

### Héraldique
| Blason de Limetz-Villez | Blason  | D'argent à la grappe de raisin de pourpre, feuillée de sinople, posée en bande à dextre et à trois pinceaux au naturel passés en faisceau et posés en barre; au chef ondé d'azur chargé d'une pièce de monnaie romaine au naturel accostée de deux fers de moulins d'or; à la champagne ondée d'azur chargée d'un losange d'or, dentée et évidée du champ, chargée d'une croisette potencée et pommetée du même, les extrémités brochant sur les angles de la losange. |
| Blason de Limetz-Villez | Détails | - La couronne murale qui surmonte l'écu symbolise les châteaux du seigneur de Melleville, des seigneurs de Vaux et le château-fort de la Bosse-Marnière. - Les deux ondes représentent la Seine et l'Epte, ainsi que la frontière entre le Vexin et l'Ile-de-France - Les deux anilles symbolisent les deux moulins - La grappe de raisin signifie la présence de la vigne jusqu'à la fin du XIXe siècle - Les pinceaux rappellent la présence des deux peintres, Claude Monet et Gabriel Girodon - La pièce de monnaie évoque les vestiges de la villa gallo-romaine - Les épis de blé, comme l'anille, rappellent les moulins et l'activité rurale de la commune officiel utiliser sur le site de la commune |

## Urbanisme

### Typologie
Au 1er janvier 2024, Limetz-Villez est catégorisée bourg rural, selon la nouvelle grille communale de densité à sept niveaux définie par l'Insee en 2022.
Elle appartient à l'unité urbaine de Bonnières-sur-Seine, une agglomération intra-départementale regroupant sept  communes, dont elle est une commune de la banlieue,,. Par ailleurs la commune fait partie de l'aire d'attraction de Paris, dont elle est une commune de la couronne,. Cette aire regroupe 1 929 communes,.

### Occupation des solssimplifiée
Le territoire de la commune se compose en 2017 de 85,39 % d'espaces agricoles, forestiers et naturels, 4,18 % d'espaces ouverts artificialisés et 10,43 % d'espaces construits artificialisés.

## Toponymie
Le nom de la localité est attesté sous les formes Limez en 1249, * Limetz en l'an II, Limets en 1801, Limetz-Villez en 1967.
Limetz, toponyme en rapport avec des limites (la Seine servant de frontière),.
Villez est une variante de Viller, Villers, toponyme fréquent désignant un hameau (en latin villare), ensemble de maisons, petite ville.

## Politique et administration

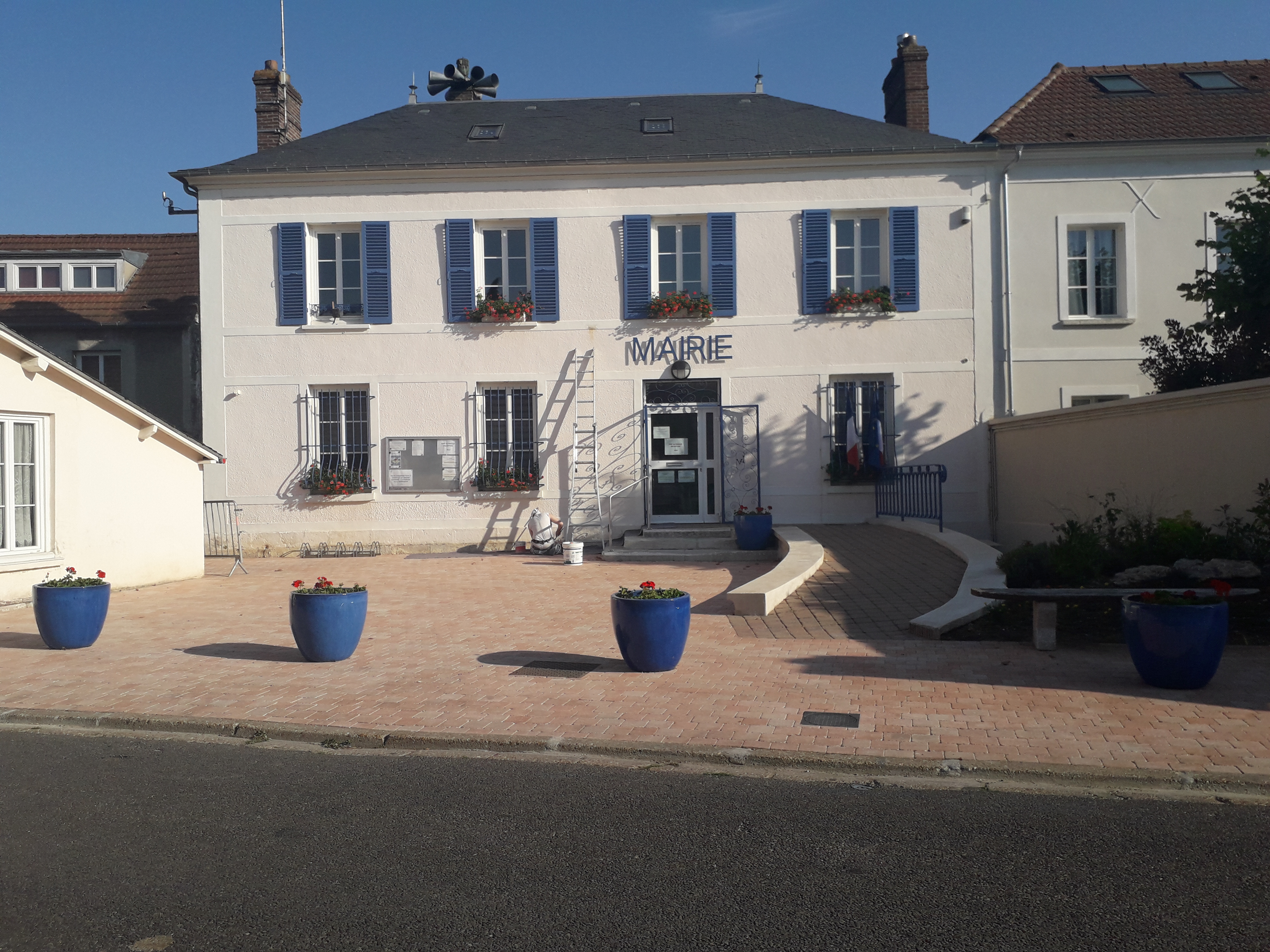
La mairie.

### Instances judiciaires et administratives
La commune de Limetz-Villez appartient au canton de Bonnières-sur-Seine ainsi qu'à la communauté de communes des Portes de l’Île-de-France dont la ville centre est également Bonnières.
Le territoire communal est également inclus dans  celui de l'opération d'intérêt national Seine-Aval.
Sur le plan électoral, la commune est rattachée à la neuvième circonscription des Yvelines, circonscription à dominante rurale du nord-ouest des Yvelines.
Sur le plan judiciaire, Limetz-Villez fait partie de la juridiction d’instance de Mantes-la-Jolie et, comme toutes les communes des Yvelines, dépend du tribunal de grande instance ainsi que de tribunal de commerce sis à Versailles,.

### Tendances politiques et résultats
| Scrutin             | Scrutin             | 1er tour | 1er tour | 1er tour | 1er tour | 1er tour  | 1er tour | 1er tour | 1er tour  | 1er tour | 1er tour | 1er tour | 1er tour | 2d tour | 2d tour | 2d tour | 2d tour | 2d tour | 2d tour |
| Scrutin             | Scrutin             | 1er      | 1er      | %        | 2e       | 2e        | %        | 3e       | 3e        | %        | 4e       | 4e       | %        | 1er     | 1er     | %       | 2e      | 2e      | %       |
| ------------------- | ------------------- | -------- | -------- | -------- | -------- | --------- | -------- | -------- | --------- | -------- | -------- | -------- | -------- | ------- | ------- | ------- | ------- | ------- | ------- |
| Présidentielle 2017 | Présidentielle 2017 |          | FN       | 31,67    |          | EM        | 19,07    |          | LFI       | 17,27    |          | LR       | 16,86    |         | FN      | 50,38   |         | EM      | 49,62   |
| Présidentielle 2022 | Présidentielle 2022 |          | RN       | 31,55    |          | LREM      | 25,58    |          | LFI       | 17,11    |          | REC      | 8,12     |         | RN      | 52,86   |         | LREM    | 47,14   |
| Législatives 2022   | 9e                  |          | RN       | 32,85    |          | MoDem-Ens | 26,45    |          | LFI-Nupes | 19,19    |          | LR       | 6,69     |         | RN      | 51,07   |         | MoDem   | 48,93   |
| Législatives 2024   | 9e                  |          | RN       | 47,97    |          | PS-NFP    | 22,05    |          | MoDem-Ens | 17,79    |          | LR       | 5,80     |         | RN      | 59,34   |         | PS      | 40,66   |

## Population et société

### Démographie

#### Évolution démographique
L'évolution du nombre d'habitants est connue à travers les recensements de la population effectués dans la commune depuis 1793. Pour les communes de moins de 10 000 habitants, une enquête de recensement portant sur toute la population est réalisée tous les cinq ans, les populations de référence des années intermédiaires étant quant à elles estimées par interpolation ou extrapolation. Pour la commune, le premier recensement exhaustif entrant dans le cadre du nouveau dispositif a été réalisé en 2007.

En 2022, la commune comptait 2 067 habitants, en évolution de +6,55 % par rapport à 2016 (Yvelines : +2,72 %, France hors Mayotte : +2,11 %).
| 1793 | 1800 | 1806 | 1821 | 1831 | 1836 | 1841 | 1846 | 1851 |
| ---- | ---- | ---- | ---- | ---- | ---- | ---- | ---- | ---- |
| 819  | 811  | 823  | 820  | 864  | 868  | 795  | 776  | 742  |

| 1856 | 1861 | 1866 | 1872 | 1876 | 1881 | 1886 | 1891 | 1896 |
| ---- | ---- | ---- | ---- | ---- | ---- | ---- | ---- | ---- |
| 700  | 692  | 651  | 701  | 594  | 512  | 544  | 643  | 534  |

| 1901 | 1906 | 1911 | 1921 | 1926 | 1931 | 1936 | 1946 | 1954 |
| ---- | ---- | ---- | ---- | ---- | ---- | ---- | ---- | ---- |
| 510  | 509  | 504  | 525  | 518  | 540  | 491  | 557  | 655  |

| 1962 | 1968 | 1975 | 1982  | 1990  | 1999  | 2006  | 2007  | 2012  |
| ---- | ---- | ---- | ----- | ----- | ----- | ----- | ----- | ----- |
| 745  | 733  | 828  | 1 158 | 1 400 | 1 753 | 1 894 | 1 919 | 1 918 |

| 2017  | 2022  | - | - | - | - | - | - | - |
| ----- | ----- | - | - | - | - | - | - | - |
| 1 942 | 2 067 | - | - | - | - | - | - | - |

#### Pyramide des âges
En 2018, le taux de personnes d'un âge inférieur à 30 ans s'élève à 34,9 %, soit en dessous de la moyenne départementale (38 %). À l'inverse, le taux de personnes d'âge supérieur à 60 ans est de 22,6 % la même année, alors qu'il est de 21,7 % au niveau départemental.
En 2018, la commune comptait 967 hommes pour 969 femmes, soit un taux de 50,05 % de femmes, légèrement inférieur au taux départemental (51,32 %).
Les pyramides des âges de la commune et du département s'établissent comme suit.
| Hommes | Classe d’âge | Femmes |
| ------ | ------------ | ------ |
| 0,4    | 90 ou +      | 1,0    |
| 6,1    | 75-89 ans    | 6,4    |
| 14,3   | 60-74 ans    | 16,8   |
| 25,7   | 45-59 ans    | 23,4   |
| 18,2   | 30-44 ans    | 18,0   |
| 17,0   | 15-29 ans    | 13,7   |
| 18,3   | 0-14 ans     | 20,6   |

| Hommes | Classe d’âge | Femmes |
| ------ | ------------ | ------ |
| 0,6    | 90 ou +      | 1,4    |
| 6      | 75-89 ans    | 7,8    |
| 13,5   | 60-74 ans    | 14,8   |
| 20,7   | 45-59 ans    | 20,1   |
| 19,6   | 30-44 ans    | 19,9   |
| 18,5   | 15-29 ans    | 16,8   |
| 21,2   | 0-14 ans     | 19,2   |

### Vie associative et sportive
- Association Boule de Neige
- Association Foyer Rurale de Limetz-Villez (activités sportives et culturelles)
- Gym/randonnée
- Tennis Club
- Club Carcaïen de Jeux d'Histoire
- Union nationale des combattants de Limetz-Villez
- Bibliothèque

## Économie
- Exploitations agricoles.
- Chambres d'hôtes.
- Supérette.
- Boulangerie.
- Salon de coiffure.
- Salon esthétique.
- Usine Isobox (emballages en polystyrène) jusqu'en 2015.